# OneRepublic
OneRepublic er et amerikansk poprockband dannet i Colorado Springs, Colorado i 2002.
Det startede ud som et såkaldt MySpace-band og blev oprindelig dannet af sangskriveren og produceren Ryan Tedder og hans skolekammerater Zach Filkins og Celine Ly.
Ly forlod bandet i 2008, men valgte at tilslutte sig bandet igen i 2014. Ly optrådte få gange under "The Native Tour", men offentliggjorde først hendes rolle i bandet i december 2015. Ly offentliggjorde at hun hovedsageligt ville være pianisten i bandet, og at hun i nogle få tilfælde ville spille bas. Ly har dog medvirket stort i Onerepublics seneste album. Hun har udover hendes rolle som pianist, sunget en del af sangene. Ly synger blandt andet i sangen "Choke". 
Bandet har tidligere hittet stort med et remix af nummeret "Apologize", som producer Timbaland har haft fingrene i. 
Remix-udgaven ligger både på OneRepublic's album og Timbaland-pladen "Timbaland Presents Shock Value".
Ryan Tedder har skrevet og produceret for et væld af kunstnere og står bl.a. bag Leona Lewis' hit "Bleeding Love".
I 2007 udgav de albummet "Dreaming Out Loud" med hitsinglerne "Say (All I Need)", "Stop And Stare" og "Apologize".
Udover deres første album har de også udgivet et nyere album som hedder OneRepublic – Waking Up som er fra 2009.
Albummet har indtil videre hittet med numrene All The Right Moves og Secrets m.m.
Timbaland har endnu engang været med, og lavet et remix med et af deres numre fra albummet/2009 original nummeret hedder Marchin On Timbalands version hedder Timbaland marching on(timbo version)(featuring onerepublic.

## Albums
- Dreaming Out Loud (2007)
- Waking Up (2009)
- Native (2013)
- Oh My My (2016)
- Human (2021)